# Horace Vere
Horace Vere, 1er baron Vere de Tilbury ou Horatio de Vere, né en 1565 et mort le 2 mai 1635, est un officier anglais combattant aux Pays-Bas pendant la guerre anglo-espagnole (1585-1604) ; au début de la guerre de Trente Ans (1618-1648), il est envoyé en Allemagne dans le Palatinat par Jacques Ier.
Il est le frère de Francis Vere (vers 1560-1609), commandant de 1588 à 1604 du corps expéditionnaire anglais envoyé au secours des Provinces-Unies.
Fait baron Vere de Tilbury, il meurt sans héritier mâle.

## Biographie

### Origines familiales et formation
Horace Vere est le quatrième fils de Geoffrey Vere de Crepping Hall (Essex), fils cadet de John de Vere (15e comte d'Oxford) et d'Elizabeth Trussell.
Sa mère, Elizabeth Hardekyn (morte en décembre 1615), est la fille de Richard Hardekyn (mort en 1558) de Wotton House près de Castle Hedingham.
Il a trois frères, John Vere (vers 1558-1624) de Kirby Hall près de Castle Hedingham, Francis Vere (vers 1560-1609) et Robert Vere (1562-1624), et une sœur, Frances (née en 1567), seconde épouse (1598) de « l'aventurier colonial et auteur », Robert Harcourt (vers 1575-1631), de Nuneham.

### La guerre aux Pays-Bas de 1590 à 1598
Les dix-sept provinces des Pays-Bas entrent en 1568 dans une révolte contre leur souverain, qui est aussi roi d'Espagne, Philippe II. En 1579, les villes et provinces insurgées forment l'union d'Utrecht, dont les États généraux proclament en 1581 la déchéance de Philippe II de ses droits aux Pays-Bas (acte de La Haye) : c'est le début d'un nouvel État, les Provinces-Unies, dont le territoire va se trouver réduit, de 1582 à 1585, aux sept provinces du nord, à la suite de la reconquête du Brabant par Alexandre Farnèse, qui prend Anvers le 18 août 1585 après onze mois de siège.
Le 10 août 1585, l'Angleterre signe avec les Provinces-Unies le traité de Sans-Pareil, qui la fait entrer (pour dix-neuf ans) en guerre contre le roi d'Espagne. Un corps expéditionnaire conséquent, commandé par Robert Dudley, comte de Leicester, est envoyé aux Pays-Bas, principal théâtre d'opérations, mais la guerre a aussi lieu sur mer, notamment lors de l'épisode de l'Armada espagnole de 1588.
Dès 1585, Robert et Francis Vere se joignent au corps expéditionnaire. Francis connaît une ascension rapide, devenant sergent major général en 1588, puis commandant du corps expéditionnaire (Robert Dudley ayant été renvoyé en Angleterre à la suite de la trahison de deux officiers), sous le commandement en chef de Maurice de Nassau.
En 1590, Horace part rejoindre ses deux frères et est affecté à une compagnie d'infanterie. Il est blessé lors d'un assaut conjoint de la forteresse de Steenwijk le 5 juillet 1592. Il est recommandé par son frère pour commander une compagnie lors du siège de Groningue en juin 1594.
En 1596, il participe avec Francis à une opération contre Cadix et est anobli pour sa bravoure en juin 1596.

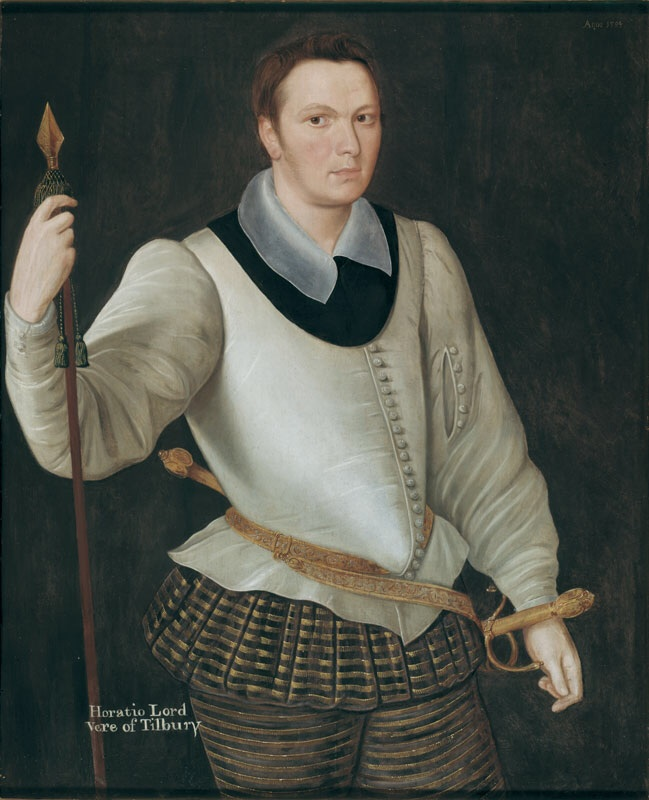
Horace Vere en 1594.

L'année suivante, en l'absence de ses frères, il prend temporairement le commandement sur le terrain des forces anglaises aux Pays-Bas. Avec Maurice de Nassau, ils prennent Rheinberg, Meurs, Greonlo, Bredevoort, Enschede, Oldenzaal et Lingen, villes de l'est des Provinces-Unies, ce qui créé une barrière importante.

### La campagne de 1600 et le siège d'Ostende (1601-1604)
Les combats sont suspendus un moment à la suite de la paix de Vervins (2 mai 1598) entre la France (alliée des Provinces-Unies) et Philippe II. Mais ils reprennent en 1600, les États généraux des Provinces-Unies voulant mettre fin à la course depuis les ports flamands, notamment Dunkerque.
Lors de la bataille de Nieuport (juillet 1600), il commande trois cents soldats sous les ordres de Francis. Après le repli de l'armée, il aide John Ogle et Charles Fairfax pour rallier l'avant-garde anglaise[pas clair].
En juillet 1601 commence le siège d'Ostende, seul port flamand détenu par les insurgés. Francis est nommé commandant de la place assiégée par l'archiduc Albert. Horace prend une part notable aux combats en repoussant l'assaut espagnol du 7 janvier 1602, se trouvant avec Fairfax sur un point essentiel des défenses de la ville (Sandhill, commandant douze compagnies. Il est gravement blessé à la jambe par un éclat, mais revient en ligne dès le printemps 1602 avec l'armée de Maurice. Après que Francis a été gravement blessé à la tête pendant le siège de Grave, il prend le commandement des forces anglaises.
Au début avril 1603, son frère l'envoie à Londres avec un message pour le nouveau roi d'Angleterre après la mort d'Élisabeth.

### Après le traité de Londres (18 août 1604)
Le 18 août 1604, Jacques Ier signe le traité de Londres, qui rétablit la paix avec l'Espagne. C'est la fin du corps expéditionnaire anglais aux Pays-Bas. Cependant, ceux qui le veulent peuvent rester, à titre personnel.
Au départ de Francis, Horace prend sa place aux Pays-Bas, mais au début, seulement comme le supérieur des quatre colonels des compagnies anglaises, les autres étant Ogle, Edward Cecil et Edward Harwood.
Le 24 septembre 1604, Ostende capitule face aux troupes d'Ambrogio Spinola. En réplique, Maurice de Nassau se lance dans le siège de L'Écluse. Le général espagnol s'oppose à l'avancée sur la ville avec une force de deux mille hommes fortement retranchée à Damme, située entre Sluys et Bruges. Cette force, sous le général espagnol Velasco, a dû être délogée, une opération risquée. Vere obtient pour son commandement l'approbation des États généraux. En juillet 1604, Spinola est contrecarré dans sa tentative de soulager la ville et, le 20 août, elle se rend.

### Au service des Provinces-Unies
Lors de la bataille de Mulheim, le 9 octobre 1605, la cavalerie est complètement dépassée et plusieurs des troupes se dispersent. Vere traverse la rivière avec quatre compagnies d'infanterie et tient les Espagnols à distance pendant plus d'une heure, tandis que les autres forces ont le temps de se rallier et de battre en retraite dans un certain ordre.
La bataille de Mulheim est suivie du retour de Vere en Angleterre et de son mariage en 1607. Deux ans plus tard vient la trêve de douze ans entre les Provinces-Unies et l'Espagne. En octobre 1609, Horace succède à son frère au poste de gouverneur du Brielle. En 1609, on lui promet la réversion de la maîtrise des munitions, après Lord Carew.
En 1610, il sert au siège de Juliers sous Edward Cecil. En 1616, il laisse la ville de Brielle comme caution aux Néerlandais pour le remboursement des prêts reçus de l'Angleterre, recevant une pension à vie de 800 £ en compensation de sa perte du poste de gouverneur. Deux ans plus tard, Horace reçoit de Maurice le poste de gouverneur d'Utrecht. Il a précédemment aidé le prince à désarmer et à supprimer les prélèvements provinciaux, levés au nom de Johan van Oldenbarnevelt.

### La campagne du Palatinat
En mai 1620, Jacques Ier est fortement pressé par l'opinion populaire de défendre la cause protestante de son gendre, Frédéric V du Palatinat. Il autorise le comte Dohna, l'envoyé du Palatin, à lever à ses frais un corps de volontaires et à lancer un appel de fonds. Dohna, en tant que payeur, choisi Sir Horace Vere, comme commandant; Buckingham aurait voulu le poste d'Edward Cecil, et retire le soutien de l'expédition.
La nouvelle du traité d'Ulm (23 juin), entre l'union des princes catholiques et la Ligue, préparant la voie à une invasion catholique du palatinat, arrive plus rapidement. Le 9 juillet, Vere se rend à Theobalds House pour prendre congé du roi et, le 22 juillet, le régiment, fort de 2 200 hommes, part de Gravesend vers les Pays-Bas, pour être escorté vers le sud en Allemagne et jusqu'au siège de la guerre par un corps de cavalerie hollandaise. À cette époque, Vere est un soldat professionnel, de tempérament égal, courageux et populaire. Le comte d'Essex est l'un de ses lieutenants. Spinola est sur le terrain avec une armée, Luis de Velasco avec une autre.
Le plan de Vere est de réaliser une jonction avec la force protestante près de Mannheim, sous le Margrave d'Ansbach. Il marche à travers Wesel dans le secteur de Coblence, puis fait un détour par une route à travers le Taunus, de l'autre côté de la vallée de la rivière Main, où Spinola a tenté sans succès de l'intercepter. Vere traverse le Main par un gué, près de Francfort, puis par Darmstadt et Bensheim (où il fait se reposer ses troupes), et se rend à Worms, où la jonction des forces eut lieu.
Spinola adopte alors la tactique du désert dans l'espoir d'épuiser l'ennemi, jusqu'à ce que l'approche de l'hiver oblige les Anglais et leurs alliés à chercher des quartiers. Vere divise ses troupes entre les trois bastions les plus importants du Palatinat. Il occupe lui-même Mannheim, Gerard Herbert qu'il poste au château de Heidelberg, tandis que John Burroughs entreprend de défendre Frankenthal.
Au début de 1621, l'union protestante est dissoute et les garnisons anglaises doivent renoncer à tout espoir de secours. Les gouverneurs anglais n'ont pas été pressés de près cette année-là. La garnison de Vere à Mannheim reçoit une visite au début de 1622 de l'électeur détrôné, qui leur promet une diversion, et qui, en collaboration avec Ernst von Mansfeld, inflige un recul momentané à l'armée impériale sous Jean t'Serclaes de Tilly à la Bataille de Mingolsheim (avril). Quelques semaines plus tard, cependant, Tilly, renforcé par Gonzalo Fernández de Córdoba, inflige des défaites aux protestants et, en juin, l'électeur doit finalement quitter Mannheim.
Les garnisons anglaises sont maintenant encerclées et menacées par une force impériale et espagnole sous Tilly, Cordova et Francisco Verdugo. Vere veut tenir le coup, mais il sait que la position militaire est désespérée. Le 16 septembre, la ville de Heidelberg est prise d'assaut et le château se rend trois jours plus tard. Gerard Herbert reçoit une blessure mortelle pendant le siège. À Mannheim, Vere, avec une garnison de quatorze cents hommes, sans argent ni fournitures, doit défendre de vastes fortifications. Il se retire à la citadelle, mais aucune aide étrangère ne lui étant apportée, il est contraint de capituler à la fin de septembre et, ayant marché avec les honneurs de la guerre, se retire à La Haye. La défense de Vere est commémorée par George Chapman. À Frankenthal, Burroughs ne rend pas la place à Verdugo avant le 14 avril 1623, et seulement en réponse aux ordres directs de l'Angleterre.
Le courage manifesté par Vere contre toute attente est reconnu en Angleterre, lorsque le général revient au début de février 1623, même si son salaire et ses dépenses n'ont jamais été payés en totalité par le Trésor. Le 16 février 1623, il est nommé maître général de l'artillerie à vie et devient membre du conseil de guerre le 20 juillet 1624. À la mort de son frère aîné, John, la même année, il devient son légataire résiduel, avec la réversion de Tilbury et Kirby Hall à la mort de la veuve.

### Breda et la campagne du Brabant
En 1624, Horace Vere se rend de nouveau à La Haye pour seconder le prince Maurice pour la défense de la forteresse de Bréda, assiégée par Spinola à partir d'août. Maurice est décédé le 23 avril 1625. Les seules façons d'aborder les travaux de siège de l'extérieur sont les chaussées. Le nouveau stathouder, le frère de Maurice, Frédéric-Henri d'Orange-Nassau, a décidé de tenter les chaussées, et Vere est choisi pour mener cette opération dangereuse. Emmenant avec lui quelque six mille hommes, dont trois cents piquiers menés par son cousin, Robert de Vere (19e comte d'Oxford), Vere part une heure avant l'aube le matin du 13 mai 1625. Les Anglais marchent le long de la digue et, après un engagement acharné, capturent la redoute. Spinola envoie alors de puissants renforts au point menacé et, subissant une perte très lourde, les Anglais sont obligés de se retirer. À son retour en Angleterre cet été-là, Vere, avec une excellente réputation militaire, est créé baron Vere de Tilbury.
Son entreprise suivante aux Pays-Bas est liée au siège de Bois-le-Duc, l'un des principaux postes militaires du Brabant, entrepris par le prince Frédéric Henry en avril 1629. Edward Vere (né vers 1580), fils illégitime du cousin germain d'Horatio, Édouard de Vere est mortellement blessé dans les lignes le 18 août quelques semaines avant que le lieu ne se rende. Un grand nombre d'Anglais qui furent par la suite des soldats distingués servent sous Vere dans les tranchées de Bois-le-Duc. Parmi eux : Thomas Fairfax et Philip Skippon, les futurs organisateurs de la New Model Army ; Jacob Astley, Thomas Glemham, les futurs généraux royalistes ; John Borlase et Henry Hexham, l'historien des guerres hollandaises. Fairfax, Skippon et George Monck, en particulier, étaient ses élèves dans l'art de la guerre.
Les services des Veres aux Pays-Bas se sont terminés avec le siège de Maastricht de mai à août 1632. Vere commande une puissante brigade et place son quartier général en face de la porte de Bruxelles. Parmi les personnes tuées au cours des opérations figuraient Robert de Vere (19e comte d'Oxford), tandis que parmi les blessés se trouvaient son neveu, Simon Harcourt et Thomas Holles.

### Décès
Après la capitulation de Maastricht, Vere retourne en Angleterre. Alors qu'il dîne à Whitehall le 2 mai 1635 avec Harry Vane l'aîné (en), envoyé de La Haye et son ami diplomatique, il est saisi d'une crise d'Apoplexie et meurt en moins de deux heures. Il est enterré avec pompe militaire le 8 mai dans l'Abbaye de Westminster, où le même tombeau sert pour lui et son frère, Francis.

## Mariage et descendance
Vere épouse, en octobre 1607, Mary Tracy (1581-1671), fille de John Tracy (décédé en 1591) de Tuddington, Gloucestershire, et veuve de William Hoby, avec qui elle a deux enfants. Avec sa mort, la baronnie Vere de Tilbury disparait. Vere laisse cinq filles, qui sont ses héritières : 
1. Elizabeth Vere, qui épouse John Holles (2e comte de Clare), grand-père du premier duc de Newcastle ;
2. Mary Vere, qui épouse Roger Townshend, baronnet, de Raynham Hall dans le Norfolk, d'où descendent les marquis de Townshend, et en secondes noces, Mildmay Fane (2e comte de Westmorland) ;
3. Catherine Vere, qui épouse Oliver St John (1612/1613 – novembre 1641 ou 1642, fils de John St John (1er baronnet) et Anne Leighton) et a John St John, 2e baronnet en 1648 (décédé en 1657) et, remariée à John Poulett (2e baron Poulett) ;
4. Anne Vere, qui épouse Thomas Fairfax (3e lord Fairfax de Cameron) ;
5. Dorothy Vere, qui épouse John Wolstenholme, fils aîné de John Wolstenholme, De Nostell, Yorkshire[3] ;
6. Susana Vere (1619-1623) est décédée à un jeune âge.

Lady Vere reste à Clapton jusqu'à la mort de la veuve du frère aîné de Lord Vere, John, lorsqu'elle hérite de Kirby Hall, où elle est décédée la veille de Noël 1670, à l'âge de 90 ans. Au printemps 1645, après la mort de la comtesse de Dorset, les enfants du roi, Élisabeth et Henry, duc de Gloucester, sont confiés à ses soins. Elle est très favorable au Parlement; mais (malgré la belle allocation), elle transfère la charge au comte et à la comtesse de Northumberland.